# Bánh bao
Bánh bao (tiếng Trung: 包子; bính âm: bāozi, Hán Việt: bao tử) là một loại bánh làm bằng bột mì có nhân và hấp chín, chiên hoặc nướng trước khi ăn trong ẩm thực Trung Hoa. Nó khá giống với loại bánh màn thầu truyền thống cũng của Trung Quốc nhưng hai loại bánh này hoàn toàn không liên quan gì đến nhau. Nhân bánh bao được làm bằng thịt hoặc rau củ tùy theo vùng miền khác nhau ở Trung Quốc .
Bánh bao thường được dùng trong bất cứ bữa ăn nào trong ngày trong văn hóa Trung Hoa nhưng thường được người Trung Quốc dùng làm bữa sáng là nhiều nhất.

## Lịch sử món ăn
Món bánh bao được phát minh bởi Trương Trọng Cảnh 1 trong 10 vị Y Thánh của Trung quốc, tác dụng ban đầu để chống đói và rét vào cuối thời Đông Hán.
Sau này được Gia Cát Lượng đưa vào phục vụ trong quân đội vào thời kỳ Tam Quốc sau chuỗi sự kiện “thất cầm thất thả” Nam Man Vương Mạnh Hoạch, Gia Cát Lượng đã hoàn toàn thu phục được vị Man Vương này. Tuy nhiên trên đường quay về Thành Đô, quân đội của nhà Thục đã không thể vượt qua được sông Lô Thủy, vì đây là một con sông lớn, nước sông chảy xiết. Sau đó Mạch Hoạch đã cho Gia Cát Lượng biết rằng, muốn vượt sông phải có vật hiến tế ném xuống sông, đó là thủ cấp của 50 nam giới. Tuy nhiên Gia Cát Lượng lại không muốn mất đi bất kỳ tính mạng nào nữa, sau đó ông đã nghĩ ra một loại bánh có vỏ làm bằng bột gạo và tròn tròn như đầu người thu nhỏ, bên trong độn nhân thịt, và sau đó ném xuống sông. Ông gọi chúng là “bánh đầu người Mọi” (Man đầu). Bánh "Man đầu" bây giờ được người Việt Nam gọi bằng bánh bao. Món bánh bao hiện nay được rất nhiều người ở các quốc gia Châu Á như Trung Quốc, Việt Nam, Nhật Bản (gọi bằng Nikuman), Hàn Quốc, Thái Lan (gọi là salapao), Myanmar (gọi là Pauk-si) ưa thích.

## Các loại bánh bao phổ thông
- Bánh bao xá xíu (giản thể: 叉烧包; phồn thể: 叉燒包; Hán-Việt: xoa thiêu bao; bính âm: chāshāobāo; tiếng Hawaii: manapua): có nhân xá xíu.
- Cẩu bất lý bao tử (tiếng Trung: 狗不理包子; bính âm: gǒubulǐ bāozi): bánh bao nhân thịt ở Thiên Tân; tên nó có nghĩa là, "bánh bao chó không thèm".
- Tiểu long bao (giản thể: 小笼包; phồn thể: 小籠包; bính âm: xiǎolóngbāo): một loại bánh bao nhỏ nhân thịt từ Thượng Hải chứa nước làm từ da lợn đông.
- Sanh tiên man đầu (giản thể: 生煎馒头; phồn thể: 生煎饅頭; bính âm: shēngjiān mántóu): một loại bánh bao nhỏ chiên, nhân thịt từ Thượng Hải.
- Thang bao (giản thể: 汤包; phồn thể: 湯包; bính âm: tāngbao): một loại bánh bao lớn, có súp từ Dương Châu, chứa súp trong nhân khi ăn phải uống nước nhân trước sau đó ăn vỏ.
- Đậu sa bao (tiếng Trung: 豆沙包; bính âm: dòushābāo; Mân Nam hay Tiếng Đài Loan: taosa bau) là một loại bánh bao có nhân đậu đỏ nhừ.
- Liên dong bao (tiếng Trung: 莲蓉包; bính âm: liánróngbāo): một loại bánh bao có nhân hạt sen.
- Nãi hoàng bao (tiếng Trung: 奶黃包; bính âm: nǎihuángbāo): nhân sữa trứng ngọt màu vàng. Nó còn được gọi là bánh bao kim sa (tiếng Trung: 流沙包; bính âm: Liúshā bāo).
- Bánh bao chỉ (tiếng Trung: 芝麻包; Hán-Việt: chi ma bao; bính âm: zhīmabāo): loại bánh bao nhân mè đen nhừ.
- Đại Bao (tiếng Trung: 大包; bính âm: dàbāo): loại bánh bao lớn có nhân trong suất dimsum của Đài Loan. Nhân bao gồm thịt lợn hoặc thịt gà băm và trứng luộc.
- Bánh bao nướng (tiếng Trung: 烤包子; bính âm: kǎo bāozi, Hán Việt: khảo bao tử): Bánh bao nướng với hình dáng nhỏ xinh đã theo chân người Triều Châu đến Việt Nam từ rất lâu. Chiếc bánh giản dị, trông qua giống một chiếc bánh bao chiên nhưng nhân như bánh nướng và vỏ ngoài tựa bánh pía Sóc Trăng. Màu vàng cánh gián của vỏ thơm và nhân thịt đậm đà, bùi của trứng cút và ngũ vị hương. Từ "xíu páo" được xem như phiên âm tiếng Quảng Đông hoặc tiếng Phúc Kiến mà nó cũng du nhập vào phố người Hoa ở Malaysia và gọi là siew pau.
- Bánh bao kẹp thịt (tiếng Trung: 刈包; bính âm: guàbāo): bánh bao kẹp thịt nổi tiếng của Đài Loan này là phiên bản châu Á của món bánh hamburger trứ danh của các nước phương Tây.
- Thọ đào bao (tiếng Trung: 寿桃包; bính âm: Shòutáo bāo): bánh bao hình trái đào tiên. Loại bánh này sử dụng cho tiệc cưới, sinh nhật và mừng thọ người cao tuổi.
- Già ly ngưu nhục bao (tiếng Trung: 咖喱牛肉包; bính âm: Gālí niúròu bāo): Bánh bao nướng nhân cà ri thịt bò
- Kê tử bao (tiếng Trung: 鸡仔包; bính âm: Jī zǐ bāo): Nó là một loại bánh bao trong điểm tâm Quảng Đông. Kích thước và hình thức của bánh bao này tương tự như bánh bao xá xíu nhưng nhân chính là thịt gà, và có một số nhân phụ đi kèm như nấm hương, tôm, rau mùi, v.v.

## Sự phổ biến của bánh bao trên toàn thế giới

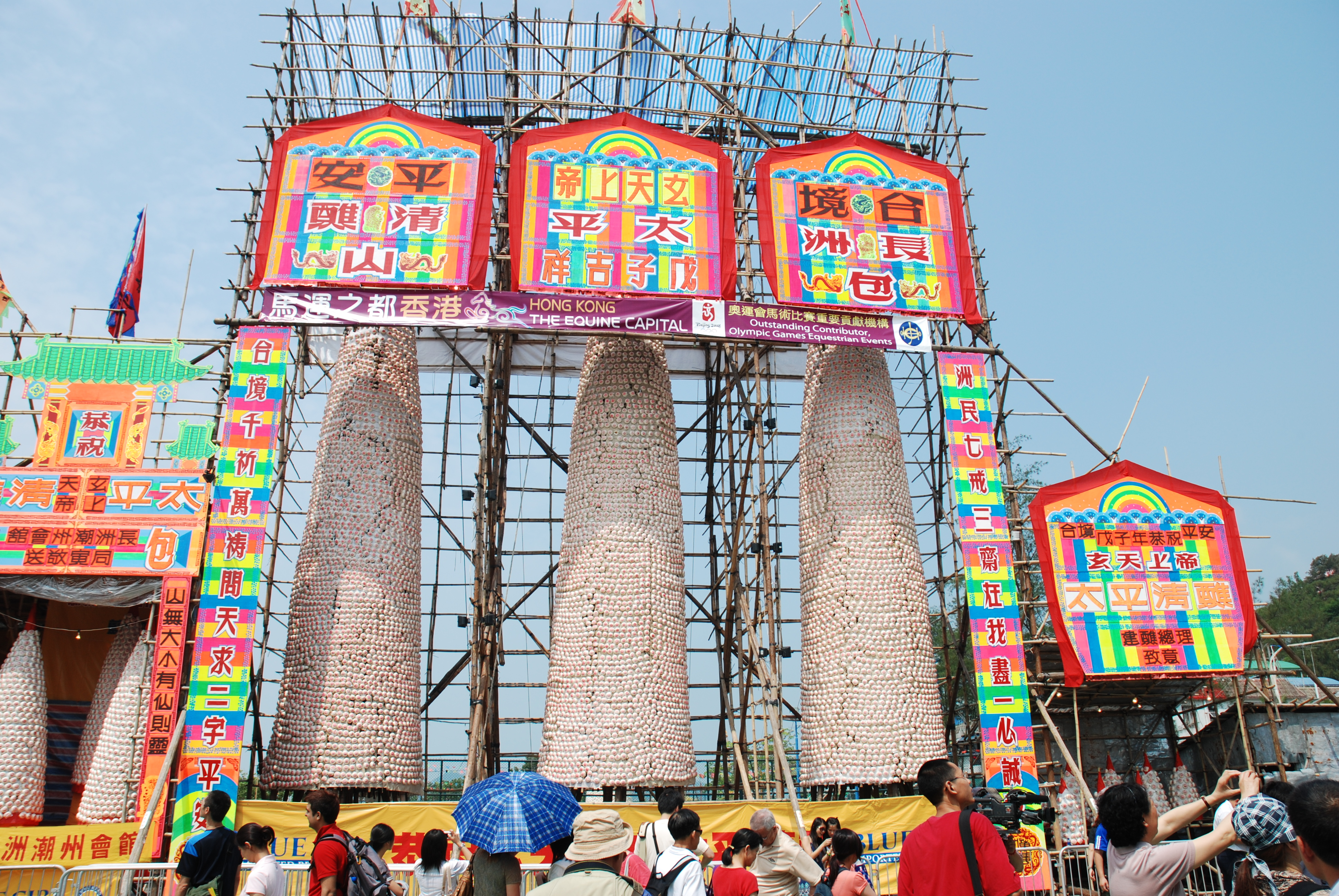
Một ngọn núi Bánh bao để leo lên cho lễ hội ở Hồng Kông.

Do lịch sử lâu đời. Cộng đồng người Hoa hải ngoại ở Malaysia, người Mã Lai đã sử dụng những chiếc bánh bao này biến tấu lại thành khẩu vị của riêng họ. Một dạng bánh bao đặc biệt của người Mã Lai (được gọi là  "pau" trong tiếng Mã Lai) được làm từ cà ri khoai tây, cà ri gà hoặc cà ri bò tương tự như nhân của món cà ri Mã Lai. Một số biến thể có thêm trứng cút ở giữa, thêm vào đó là cà ri. Do tín ngưỡng Hồi giáo của hầu hết người Mã Lai, những chiếc bánh này là halal và không chứa thịt lợn. Người ta có thể tìm thấy các quầy hàng Mã Lai bán bánh bên đường, tại pasar malams (chợ đêm), trạm dừng nghỉ trên đường cao tốc và pasar Ramadans (chợ thực phẩm Ramadan).
Tương tự, ở Indonesia, món ăn này đã được tiếp nhận vào ẩm thực Indonesia thông qua sự hội nhập của văn hóa Trung Quốc. Nó đã được sử dụng thông qua tên Hokkien của bakpau. Ngoài nhân thịt, các biến thể địa phương bao gồm nhân ngọt như: sô cô la, khoai lang và mứt cam.
Do ảnh hưởng thuộc địa từ Indonesia, tại các siêu thị ở Hà Lan, người ta có thể dễ dàng tìm thấy  "bapao" hoặc "bakpao" đông lạnh được bọc trong nhựa, làm sẵn để hâm nóng bên trong lò vi sóng. Nhân phổ biến nhất là thịt gà, mặc dù cũng có các biến thể thịt lợn và thịt bò. Thực phẩm này được phân loại theo văn hóa là một món ăn nhanh hoặc một món ăn nhanh. Hình thức tươi mới của món bún hấp này không được xuất hiện bên ngoài cộng đồng người Hoa trong nước.
Ở Philippines, phiên bản bánh bao của họ được gọi là  "siopao" do những người nhập cư từ Trung Quốc (Sangleys) mang đến trước thời thuộc địa Tây Ban Nha với nhân bao gồm thịt viên, Adobo kiểu Philippines, cá ngừ và thịt lợn, đôi khi là sô cô la và phô mai.
Tại Thái Lan, bánh bao được biết với tên gọi là "salapao (tiếng Thái: ซาลาเปา) còn tại Campuchia bánh bao được gọi là numbao trong tiếng Khmer. Đây là một món ăn nhẹ phổ biến ở Campuchia và thường được tự làm hoặc bán ở các chợ đường phố.

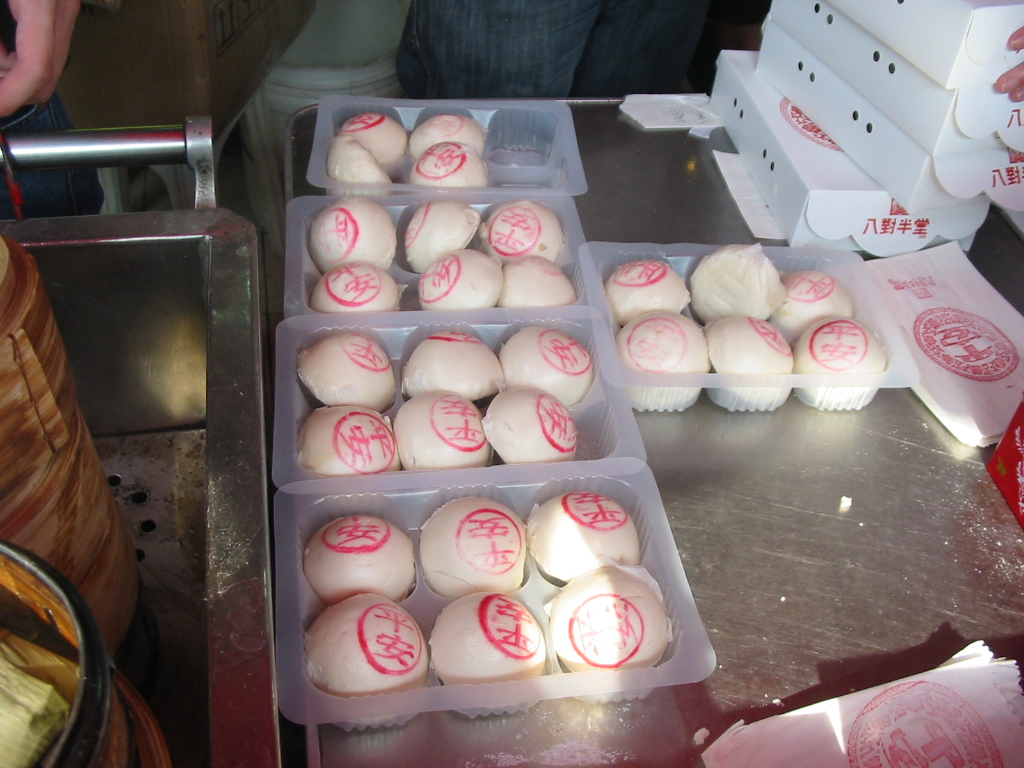

Người Mông Cổ có một loại bánh bao với tên gọi là buuz. Nhân bánh được làm từ thịt cừu băm nhuyễn hay thịt bò được trộn cùng gia vị như hành tây, tỏi cùng một số thảo mộc khác. Người ta sử dụng thịt cừu là nguyên liệu chính, thay vì thịt heo hay hải sản. Loại thịt cừu này được lựa chọn tươi ngon để lúc hấp bánh tỏa mùi thơm. Nhân được trộn đều với gia vị rồi nhào vào lớp vỏ nhỏ đã được cán mỏng, nhân bánh Buuz đầy được nhồi đầy vào vỏ sau khi hấp chín. Vỏ bánh được làm từ bột, nhào kỹ theo kỹ thuật Mông Cổ rồi cán dẹp thành từng phần nhỏ. Khi ăn bánh Buuz, nên ăn lúc còn nóng là ngon và thơm nhất. Bánh Buuz thường được ăn với nước xốt cà chua.

## Thư viện ảnh
- Bánh bao kim sa
- Bánh bao xá xíu
- Bánh bao nhân bí đỏ ở thành phố Vận Thành, Sơn Tây, Trung Quốc
- Cẩu bất lý bao tử
- Bánh thang bao ở nhà hàng Triều Châu
- Bánh bao xá xíu ở nhà hàng tại Thượng Hải
- Nhà hàng Đỉnh Thái Phong phục vụ bánh bao xá xíu
- Nhân bên trong bánh cẩu bất lý bao tử
- Bánh cẩu bất lý bao tử được phục vụ tại nhà hàng ở Thiên Tân
- Bánh bao của người Việt Nam được cắt đôi theo chiều dọc với nhân mặn truyền thống
- Bánh bao buzz của Mông Cổ trước và sau khi chế biến